# Airbus A321
Airbus A321 – samolot pasażerski średniego zasięgu produkowany przez europejskie konsorcjum Airbus w Tuluzie. 

## Historia
Oblot prototypu miał miejsce 11 marca 1993 r. W porównaniu do Airbus A320 wydłużono kadłub, wzmocniono konstrukcję skrzydeł, podwozia i elementów nośnych kadłuba. 12 grudnia 1996 r. oblatano jego wersję rozwojową oznaczoną jako A321-200. Airbus A321 jest największym z serii maszyn Airbus A320 Family oraz największym na świecie samolotem pasażerskim średniego zasięgu przewożącym ponad 200 pasażerów. Airbus A321 jest konkurentem dla amerykańskiego Boeinga 737-900/900ER.

## Silniki
| Model     | Data certyfikacji | Silnik                                                                                   |
| --------- | ----------------- | ---------------------------------------------------------------------------------------- |
| A321-111  | 27 maja 1995      | CFM International CFM56-5B1                                                              |
| A321-112  | 15 lutego 1995    | CFM International CFM56-5B2 CFM International CFM56-5B2/P                                |
| A321-131  | 17 grudnia 1995   | International Aero Engines IAE V2530-A5                                                  |
| A321-211  | 20 marca 1997     | CFM International CFM56-5B3 CFM International CFM56-5B3/P CFM International CFM56-5B3/2P |
| A321-212  | 31 sierpnia 2001  | CFM International CFM56-5B1 CFM International CFM56-5B1/P CFM International CFM56-5B1/2P |
| A321-213  | 31 sierpnia 2001  | CFM International CFM56-5B2 CFM International CFM56-5B2/P                                |
| A321-231  | 20 marca 1997     | International Aero Engines IAE V2533-A5                                                  |
| A321-232  | 31 sierpnia 2001  | International Aero Engines IAE V2530-A5                                                  |
| A321-251N | 10 lipca 2018     | CFM International CFM LEAP-1A32                                                          |
| A321-252N | 17 stycznia 2018  | CFM International CFM LEAP-1A30                                                          |
| A321-253N | 10 lipca 2017     | CFM International CFM LEAP-1A33                                                          |
| A321-271N | 15 grudnia 2016   | Pratt&Whitney PW1133G-JM                                                                 |
| A321-272N | 27 lutego 2017    | Pratt&Whitney PW1130G-JM                                                                 |

## Katastrofy i wypadki
- Katastrofa lotu Airblue 202 – 28 lipca 2010 Airbus A321 linii Airblue uderzył w zbocze góry podczas lądowania w Islamabadzie. Zginęły 152 osoby.
- Katastrofa lotu Metrojet 9268 – 31 października 2015 w A321 linii Metrojet podłożono bombę, która eksplodowała nad półwyspem Synaj w Egipcie. Zginęły 224 osoby. Była to najgorsza katastrofa w historii rosyjskiego i egipskiego lotnictwa.
- Katastrofa lotu Daallo Airlines 159 – 2 lutego 2016 jeden z pasażerów podłożył bombę, która zabiła jednego pasażera, jednak samolot zdołał awaryjnie lądować w Mogadiszu.
- Awaryjne lądowanie lotu Ural Airlines 178 – 15 sierpnia 2019 r. tuż po starcie A321 z portu lotniczego Żukowskij do Symferopolu,  A321 uderzył w stado mew, które uszkodziły oba silniki. Pilotom udało się wylądować na polu kukurydzy nieopodal lotniska Żukowskij.

## Galeria

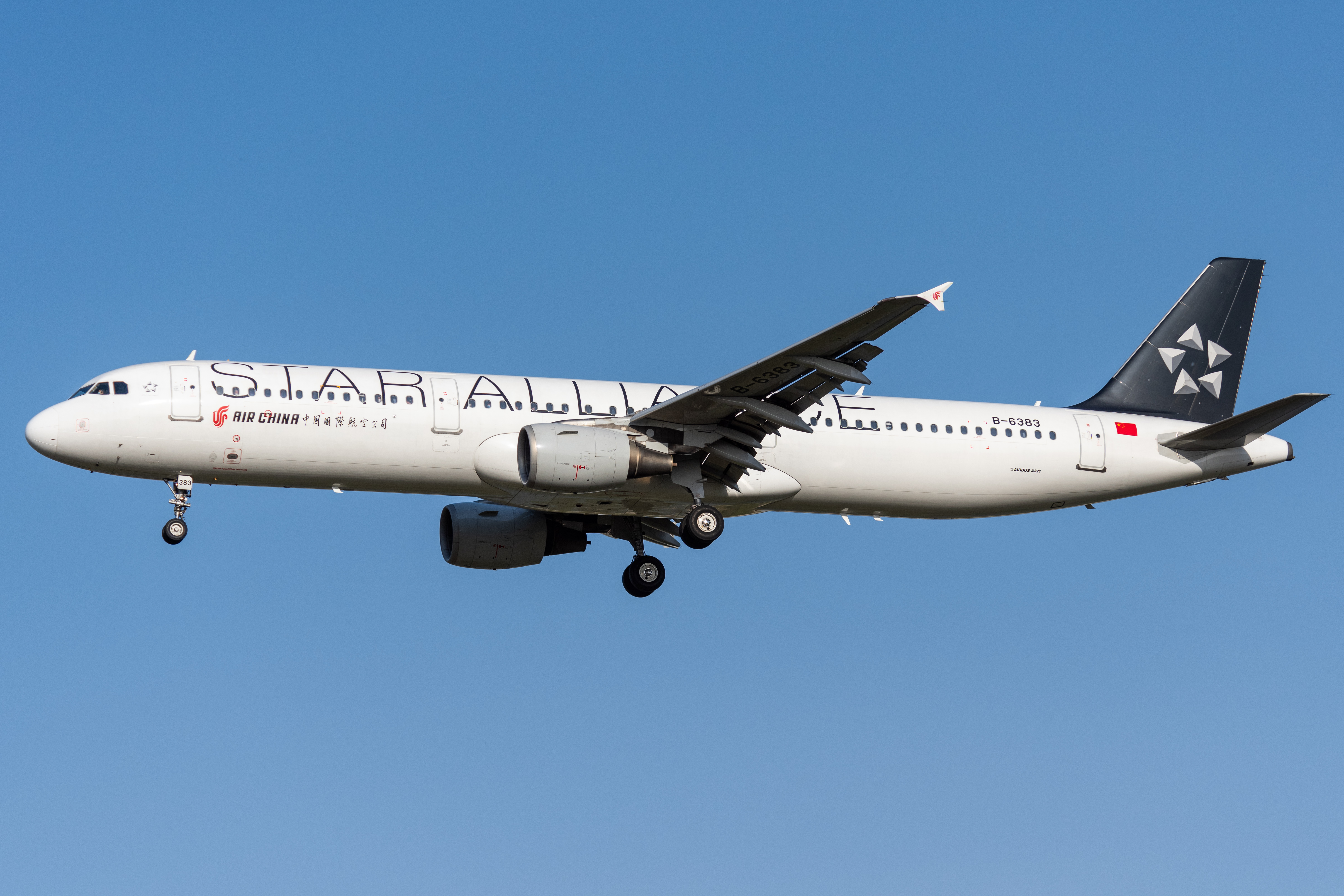
Airbus A321-213 linii Air China w malowaniu sojuszu Star Alliance
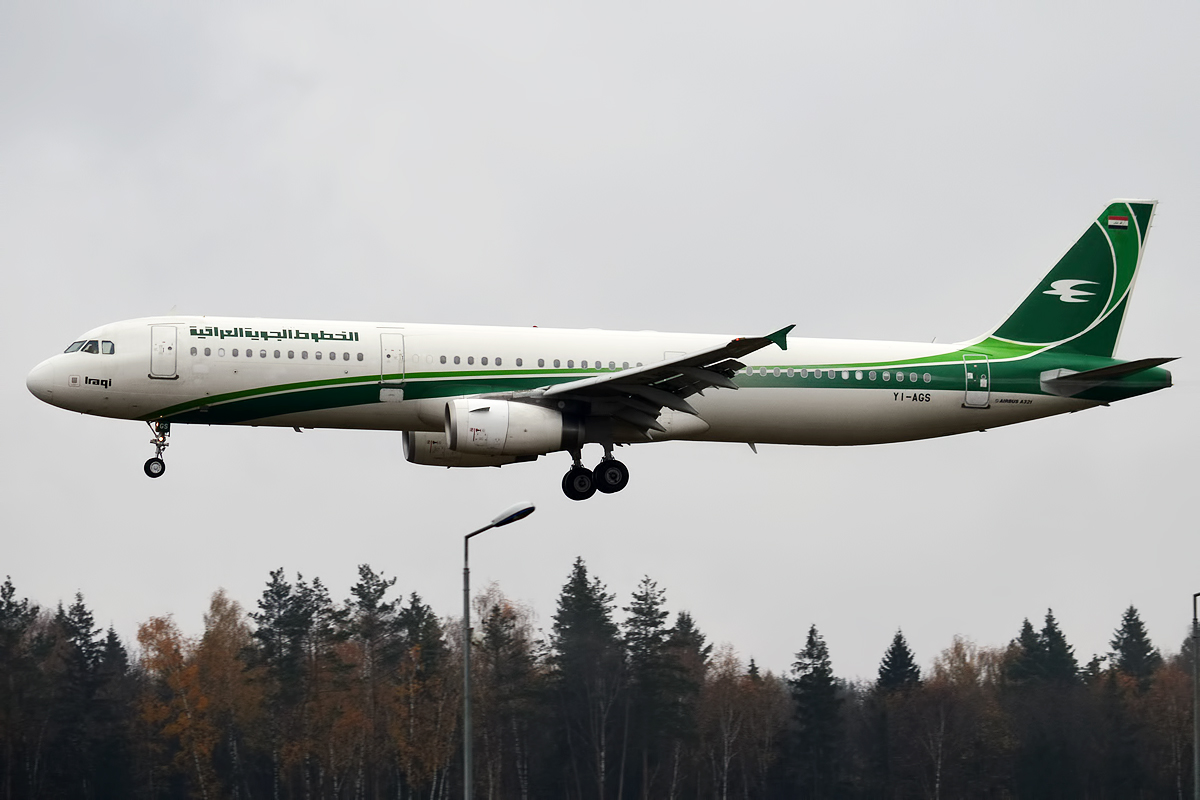
Airbus A321-231 linii Iraqi Airways lądujący w Porcie lotniczym Moskwa-Wnukowo
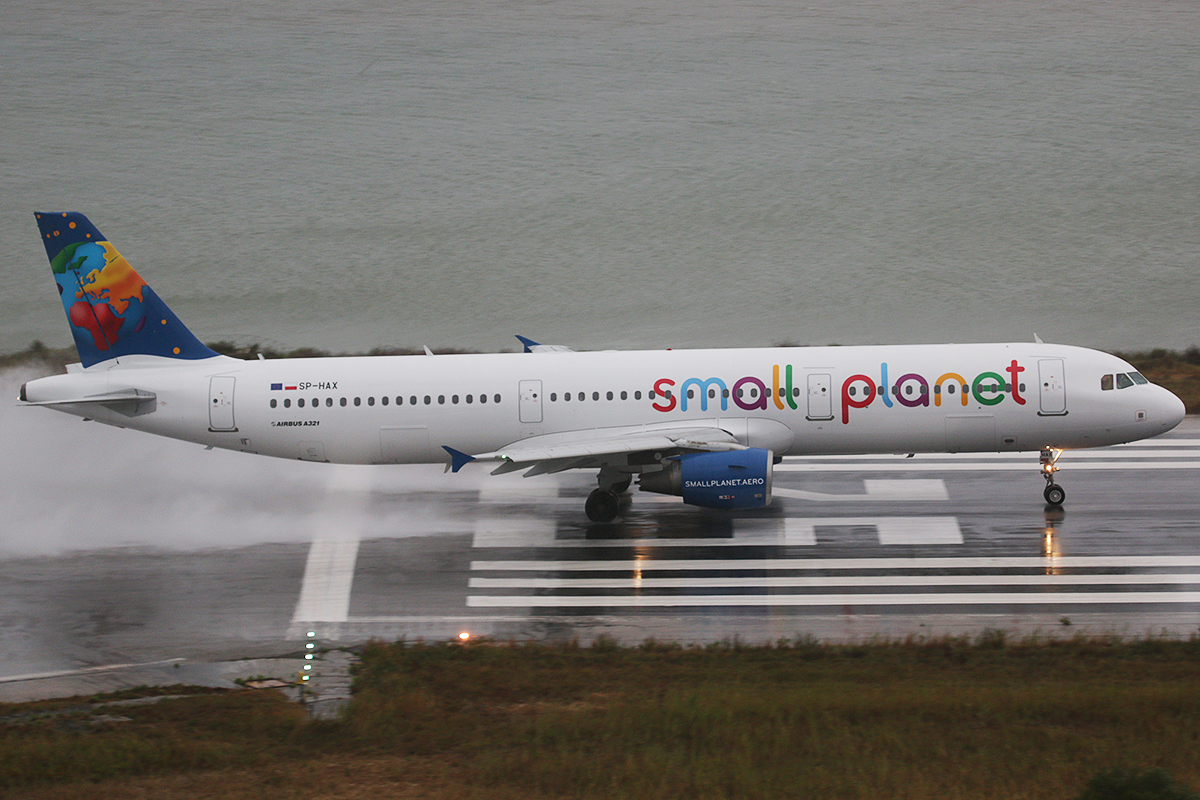
Airbus A321-211 w barwach Small Planet Airlines Poland w Porcie lotniczym Korfu
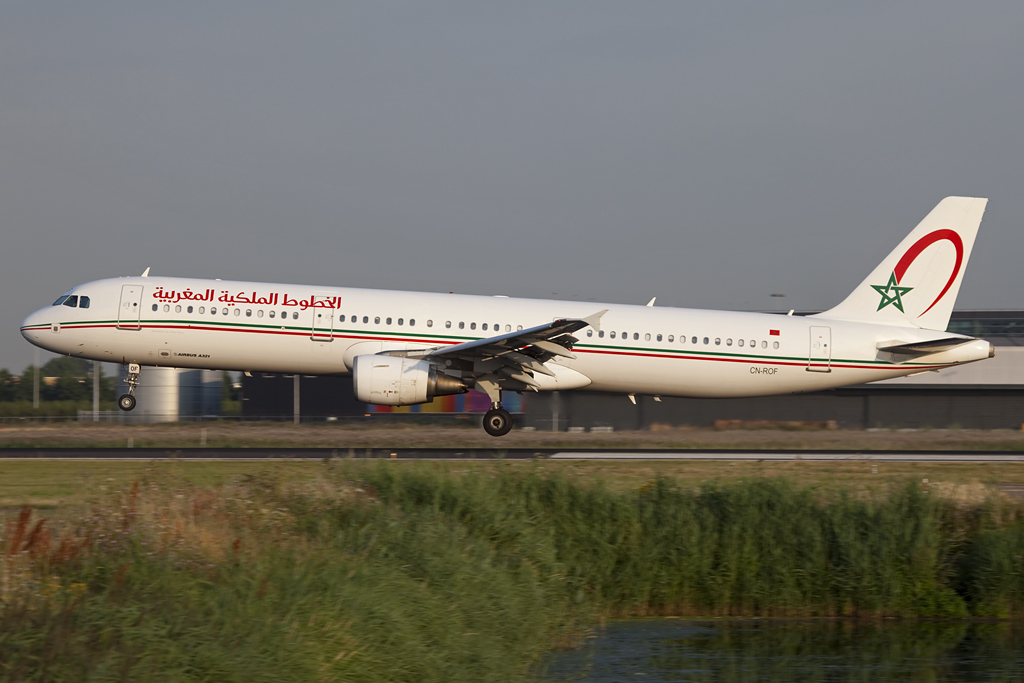
Airbus A321-211 linii Royal Air Maroc startujący z Portu lotniczego Amsterdam-Schiphol
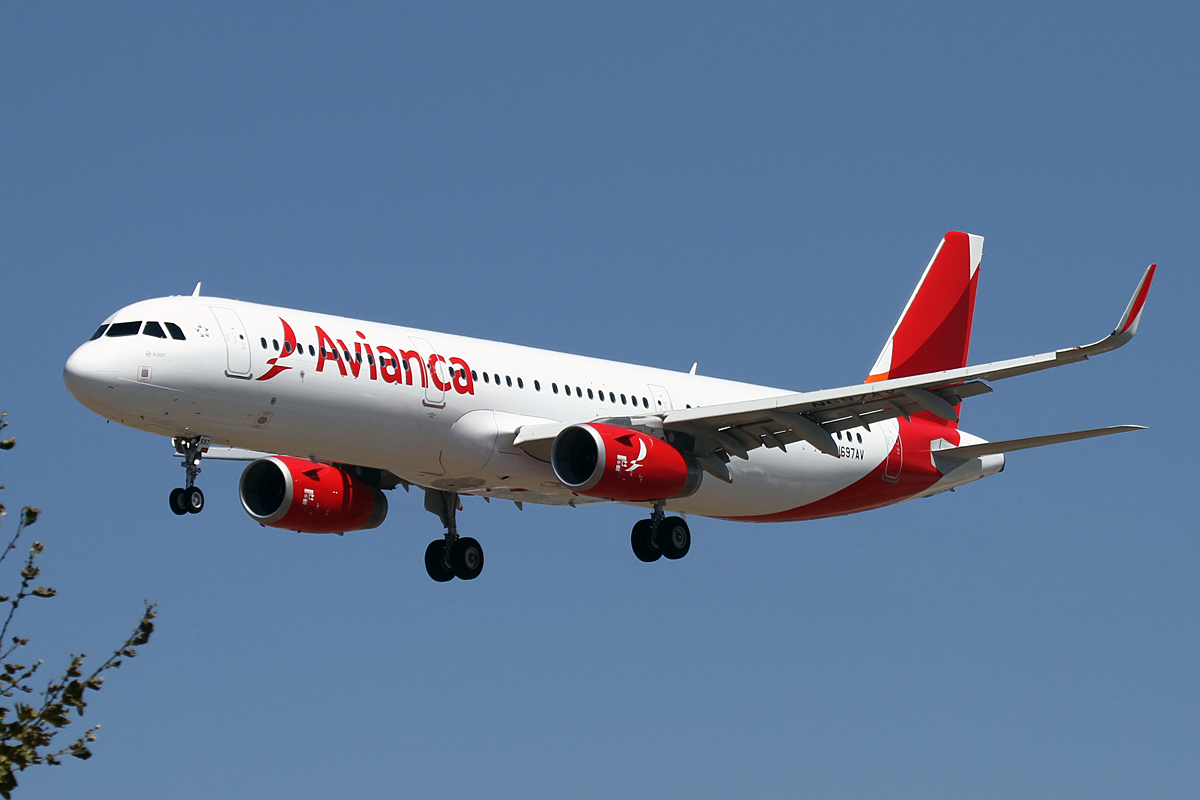
Airbus A321-231 w barwach linii Avianca lądujący w Porcie lotniczym Los Angeles